# Türkmenisztán a 2004. évi nyári olimpiai játékokon
Türkmenisztán a görögországi Athénban megrendezett 2004. évi nyári olimpiai játékok egyik részt vevő nemzete volt. Az országot az olimpián 6 sportágban 9 sportoló képviselte, akik érmet nem szereztek.

## Atlétika
Férfi
| Versenyző      | Versenyszám | Előfutam | Előfutam | Előfutam | Elődöntő | Elődöntő | Elődöntő | Döntő   | Döntő    |
| Versenyző      | Versenyszám | Idő      | Hely.    | Össz.    | Idő      | Hely.    | Össz.    | Idő     | Helyezés |
| -------------- | ----------- | -------- | -------- | -------- | -------- | -------- | -------- | ------- | -------- |
| Nazar Begliyev | 800 m       | 1:49,64  | 6.       | 63.      | kiesett  | kiesett  | kiesett  | kiesett | kiesett  |

Női
| Versenyző        | Versenyszám | Selejtező | Selejtező | Döntő    | Döntő    |
| Versenyző        | Versenyszám | Eredmény  | Helyezés  | Eredmény | Helyezés |
| ---------------- | ----------- | --------- | --------- | -------- | -------- |
| Svetlana Pessova | Távolugrás  | 564 cm    | 36.       | kiesett  | kiesett  |

## Cselgáncs
Női
| Versenyző        | Versenyszám | Selejtező                    | Nyolcaddöntő      | Negyeddöntő       | Elődöntő          | Vigaszág első kör | Vigaszág negyeddöntő | Vigaszág elődöntő | Bronz- mérkőzés   | Döntő             | Helyezés    |
| Versenyző        | Versenyszám | Ellenfél Eredmény            | Ellenfél Eredmény | Ellenfél Eredmény | Ellenfél Eredmény | Ellenfél Eredmény | Ellenfél Eredmény    | Ellenfél Eredmény | Ellenfél Eredmény | Ellenfél Eredmény | Helyezés    |
| ---------------- | ----------- | ---------------------------- | ----------------- | ----------------- | ----------------- | ----------------- | -------------------- | ----------------- | ----------------- | ----------------- | ----------- |
| Nasiba Surkiýewa | Középsúly   | Kate Howey (GBR) · 0001-1011 | kiesett           | kiesett           | kiesett           |                   |                      |                   |                   |                   | helyezetlen |

## Ökölvívás
| Versenyző         | Versenyszám  | Selejtező                         | Nyolcaddöntő                   | Negyeddöntő       | Elődöntő          | Döntő             | Helyezés |
| Versenyző         | Versenyszám  | Ellenfél Eredmény                 | Ellenfél Eredmény              | Ellenfél Eredmény | Ellenfél Eredmény | Ellenfél Eredmény | Helyezés |
| ----------------- | ------------ | --------------------------------- | ------------------------------ | ----------------- | ----------------- | ----------------- | -------- |
| Aliasker Başirow  | Váltósúly    | Rolandas Jasevičius (LTU) · 54-21 | Baktijar Artajev (KAZ) · 23-33 | kiesett           | kiesett           | kiesett           | 9.       |
| Shokhrat Kurbanov | Félnehézsúly | Ahmed Ismail (EGY) · 22-44        | kiesett                        | kiesett           | kiesett           | kiesett           | 17.      |

## Sportlövészet
Férfi
| Versenyző      | Versenyszám           | Selejtező | Selejtező | Döntő   | Döntő    |
| Versenyző      | Versenyszám           | Pont      | Helyezés  | Pont    | Helyezés |
| -------------- | --------------------- | --------- | --------- | ------- | -------- |
| Igor Pirekeyev | Sportpuska, fekvő     | 594       | 9.**      | kiesett | kiesett  |
| Igor Pirekeyev | Sportpuska, összetett | 1156      | 22.*      | kiesett | kiesett  |

* - egy másik versenyzővel azonos eredményt ért el

** - öt másik versenyzővel azonos eredményt ért el

## Súlyemelés
Férfi
| Versenyző          | Versenyszám | Szakítás | Szakítás | Lökés    | Lökés    | Összesen | Helyezés |
| Versenyző          | Versenyszám | Eredmény | Helyezés | Eredmény | Helyezés | Összesen | Helyezés |
| ------------------ | ----------- | -------- | -------- | -------- | -------- | -------- | -------- |
| Ümürbek Bazarbaýew | 62 kg       | 130,0    | 8.       | 157,5    | 9.       | 287,5    | 7.       |

## Úszás
Férfi
| Versenyző             | Versenyszám | Előfutam | Előfutam | Előfutam | Elődöntő | Elődöntő | Elődöntő | Döntő   | Döntő    |
| Versenyző             | Versenyszám | Idő      | Hely.    | Össz.    | Idő      | Hely.    | Össz.    | Idő     | Helyezés |
| --------------------- | ----------- | -------- | -------- | -------- | -------- | -------- | -------- | ------- | -------- |
| Hojamamed Hojamamedov | 50 m gyors  | 27,68    | 2.       | 72.      | kiesett  | kiesett  | kiesett  | kiesett | kiesett  |

Női
| Versenyző      | Versenyszám | Előfutam | Előfutam | Előfutam | Elődöntő | Elődöntő | Elődöntő | Döntő   | Döntő    |
| Versenyző      | Versenyszám | Idő      | Hely.    | Össz.    | Idő      | Hely.    | Össz.    | Idő     | Helyezés |
| -------------- | ----------- | -------- | -------- | -------- | -------- | -------- | -------- | ------- | -------- |
| Yelena Roykova | 100 m hát   | 1:15,48  | 3.       | 42.      | kiesett  | kiesett  | kiesett  | kiesett | kiesett  |